# 罗伯特·科瓦尔斯基
罗伯特·安东尼·科瓦尔斯基（Robert Anthony Kowalski，1941年5月15 日—）是一位美籍英籍逻辑学家和计算机科学家，他的研究涉及开发面向人类的计算模型和人类思维的计算模型。他的大部分职业生涯都在英国度过。科瓦尔斯基长期任教爱丁堡大学和帝国理工学院，是Prolog语言的主要开发者之一，逻辑编程先驱。

## 经历
他曾就读于芝加哥大学（数学学士学位，1963 年）、斯坦福大学（数学硕士学位，1966 年）、和爱丁堡大学（计算机科学博士学位，1970 年）。